# Estación Juárez
Juárez es la estación de correspondencia entre las Líneas 1 y 2 del Sistema de Tren Eléctrico Urbano (SITEUR) en Guadalajara.
Ésta es la estación del SITEUR con mayor afluencia de pasajeros, puesto que conecta la Zona Centro de la ciudad con los extremos norte y sur del Anillo Periférico y a los extremos oriente y poniente de la zona metropolitana de Guadalajara mediante el servicio de SITREN.
La estación toma su nombre de la Av. Benito Juárez, bajo la cual corre la línea 2 y con la cual cruza la Calz. Federalismo; su logotipo representa una imagen estilizada del carruaje en el que Benito Juárez recorrió el país durante la Guerra de Reforma.

## Conexión con SITREN
En la estación Juárez se encuentra la conexión con el sistema de autobuses llamado SITREN cuyo derroteo inicia por Av. Juárez entre Calz. Federalismo y calle Marcos Castellanos; continúa por Av. Vallarta hasta Av. Aviación en la delegación municipal San Juan de Ocotán en Zapopan, cruzando el Anillo Periférico al Poniente; regresa por Av. Vallarta hasta la Glorieta Minerva, gira al norte por Av. Adolfo López Mateos y baja por Av. Miguel Hidalgo hasta la Calzada del Federalismo para reiniciar su ruta.
Cuenta con un servicio especial en domingos, ya que la Vía Recre-Activa obstruye el paso de la ruta en una parte, y para evitar la suspensión del servicio, se utiliza este servicio que pasa por una calle alterna.

## Galería de arte
La sección superior de esta estación subterránea, que corresponde a la línea 1, tiene una galería de arte; con exhibiciones temporales de esculturas y permanentes de óleos creados por artistas nacionales y extranjeros.
Su propósito es hacer llegar la cultura a todos los sectores de la sociedad, con eventos de calidad, que estimulen un gusto por el arte, ampliar el concepto del objetivo artístico y alentar la visita a otras instituciones culturales en nuestra ciudad.
Los usuarios además pueden disfrutar a lo largo del año de diversos eventos culturales, como lo son la feria del libro, charlas conferencias sobre historia de los barrios de Guadalajara, cuentacuentos, títeres y obras de teatro para niños, entre otras actividades más.

## Puntos de interés
- Parque Revolución, o Parque Rojo
- Rectoría de la Universidad de Guadalajara
- Museo de las Artes
- Plaza Expiatorio
- Templo Expiatorio del Santísimo Sacramento
- Ex-Convento del Carmen
- Templo de Jesús María
- Templo de Nuestra Señora del Carmen

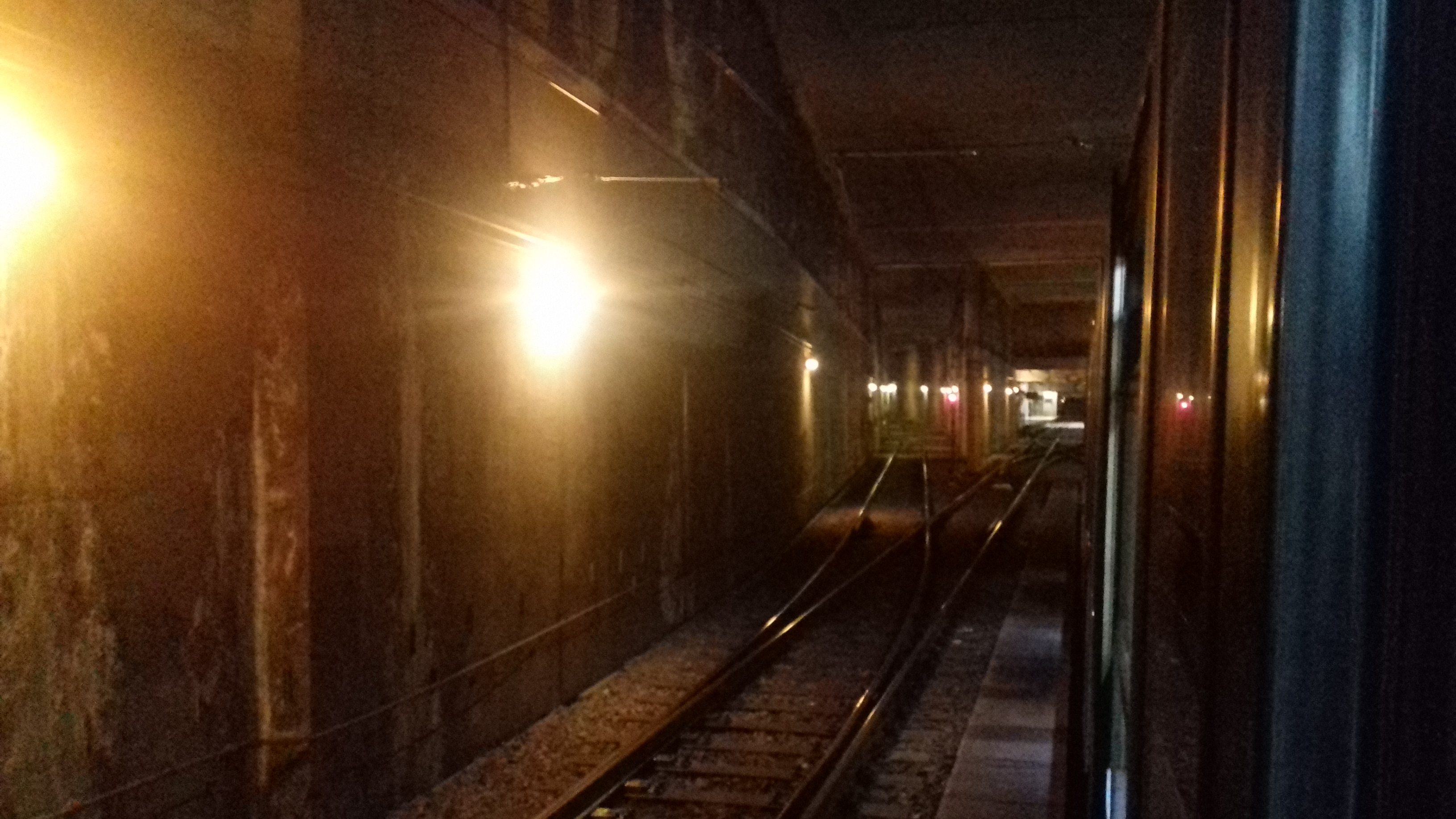
Vía de enlace de la Línea 2 con la Línea 1.

- Datos: Q5816925